# Seavers Ridge
Seavers Ridge är en bergstopp i Antarktis. Den ligger i Östantarktis. Australien gör anspråk på området. Toppen på Seavers Ridge är 1 054 meter över havet.
Terrängen runt Seavers Ridge är lite kuperad, och sluttar brant västerut. Trakten är obefolkad. Det finns inga samhällen i närheten.